# Ovaal nonnetje
Het ovaal nonnetje (Macoma calcarea) is een tweekleppigensoort uit de familie van de platschelpen (Tellinidae). De wetenschappelijke naam van de soort werd in 1791 voor het eerst geldig gepubliceerd door Johann Friedrich Gmelin.

## Beschrijving
De ongelijk gevouwen, niet opgeblazen schelp van het6ovaal nonnetje bereikt een lengte van 50 millimeter (bij een hoogte van 34 mm en een dikte van 14 mm). De rechterflap is iets groter dan de linkerflap. Het is ook scalene, de kleine, prominente wervels die achter het midden zitten (ongeveer 40% van het achterste uiteinde). De schaal is in grote lijnen ovaal, met een wigvormig achterste uiteinde. De lengte-hoogteverhouding is ongeveer 1,4. Het achterste deel van de behuizing is iets naar rechts gebogen. De achterste dorsale rand is bijna recht en valt steil weg naar de smal afgeronde achterkant. De voorste dorsale rand is plat convex en valt plat naar het wijd afgeronde voorste uiteinde. De ventrale rand is goed afgerond. De behuizing loopt zowel aan de voor- als achterkant open. Er is een kleine deuk in het achterste deel van de ventrale marge.
Het bruine ligament strekt zich uit achter de wervels over de helft van de lengte van de achterste dorsale rand. Er zijn twee kardinale tanden in elke klep, maar geen laterale tanden. In de linkerklep is de voorste kardinale tand gegroefd en bicuspide, terwijl de achterste kardinaal klein is. In de rechterklep is de achterste kardinale tand geribbeld en bicuspide, en de voorste kardinale tand is klein. De mantel is diep ingedeukt, maar de inkeping is iets anders van vorm in de rechter en linker klep. In de linkerklep is de inkeping meer linguaal en erg lang, bijna tot aan de voorste sluitspier. In het rechter ventiel is de bocht veel korter. Er zijn twee sluitspieren, de voorste is iets langer.
De crèmekleurige schelp is dikwandig maar enigszins broos. Het oppervlak vertoont fijne ribben en inkepingen evenwijdig aan de rand op onregelmatige afstanden. De rand van de kast is glad zonder inkepingen of iets dergelijks. Het bruine periostracum laat gemakkelijk los en blijft meestal alleen aan de rand van de schelp behouden.

## Verspreiding en leefgebied
Deze kalkhoudende mossel komt circumpolair voor in de noordelijke Noord-Atlantische Oceaan, de noordelijke Stille Oceaan en de Noordelijke IJszee. Aan de oostkant van de Atlantische Oceaan dringt de soort door in de Noordzee en de Oostzee. In de westelijke Atlantische Oceaan komt hij voor tot op het niveau van New York. In de westelijke noordelijke Stille Oceaan ligt de zuidelijke verspreidingsgrens ongeveer op het niveau van Oregon, in de oostelijke Stille Oceaan tot het noorden van Japan.
Volwassen exemplaren worden vaak tot 20 cm diep begraven in fijn zand of slibbodems. Ze komen voor vanaf het getijdengebied tot 1600 meter waterdiepte. De kalkhoudende tweekleppige schelpdier is een koudwatersoort die alleen in de Noordzee en de Oostzee voorkomt in gebieden waar de watertemperatuur niet hoger is dan 11 °C.
Arcopagia:
balaustina · 
crassa

Gastrana:
fragilis · 
lamellosa

Macoma:
balthica · 
calcarea · 
elliptica · 
obliqua · 
praetenuis · 
torelli

Tellina:
benedeni · 
distortus · 
donacilla · 
donacinus · 
fabula · 
pygmaeus · 
tenuis